# Stipe Božić
Stipe Božić (Zavojane - Pivci kod Vrgorca, 26. prosinca 1950. (stvarni nadnevak), 2. siječnja 1951. (službeni nadnevak)) je hrvatski alpinist, putopisac, redatelj dokumentarnih filmova i emisija, zaposlenik HRT-a, član HGSS-a.

## Karijera
Popeo se na najviše vrhove svih kontinenata i na tri najviša vrha na svijetu: 
- Mount Everest 8848 m 15. svibnja 1979. i 10. svibnja 1989.,
- K2 8611 m 1993. i
- Kanchenjunga 8586 m 1991. godine.

Na najviši vrh svijeta, Mount Everest, popeo se dva puta, te je tek drugi Europljanin (poslije Rheinholda Messnera) kome je to uspjelo. 
Stipe Božić se također popeo na sedam najviših vrhova svih sedam kontinenata: 
- Mount Everest (Azija), 1979. i 1989.
- Aconcagua (J. Amerika) 1996.,
- Mount McKinley (Sj. Amerika) 1996.,
- Kilimanjaro (Afrika) 1996.,
- Mount Vinson (Antarktika) 1997.,
- Mont Blanc (Europa) 1974. i
- Mount Kosciusko (Australija) 1996. godine.

Popeo se i na Elbrus najviši vrh Europe 2000. godine. 
Osim alpinizma, Stipe Božić se bavio speleologijom, ronjenjem, te je aktivan skijaš. Spustio se 1 395 metara duboko pod zemlju u Lukinoj jami na Velebitu. Visinska razlika između dubine ispod površine zemlje u Lukinoj jami i visine Mount Everesta (10.243 m) predstavlja svojevrstan svjetski visinski rekord.
S jednom međunarodnom ekspedicijom na skijama je stigao i na Sjeverni pol. Na svojim putovanjima snimio je mnoštvo uspješnih fotografija koje je izlagao na zajedničkim i samostalnim izložbama. Njegove fotografije bile su uvrštene na izložbi "Hrvatska fotografija od tisuću devetsto pedesete do danas" u Muzeju suvremene umjetnosti u Zagrebu. Božić je autor mnogobrojnih novinskih članaka, feljtona, kalendara te knjiga "Put na vrh svijeta", "Sedam vrhova" i "Svete planine svijeta".
Profesionalnom je kamerom snimio veliku količinu filmskog i video materijala u malo istraženim dijelovima svijeta. Snimao je čak dva puta na samom vrhu Mount Everesta što dovoljno govori o njegovoj izuzetnoj volji da vrhunski rezultat približi običnim ljudima. Režirao je više od 80 dokumentarnih filmova koji su u sklopu putopisnih serija "Sedam vrhova", "Dubine", "Krš i more", "Hrvatske Planine", "Faros Paros", "Svete planine svijeta" i "Rijeke Hrvatske"  prikazani na HTV-u.
Sudjelovao je na mnogim međunarodnim filmskim festivalima. Na filmskom festivalu u Trentu 1999. godine njegov film "Reticent Wall" osvojio je Srebrni Encijan za najbolji sportski dokumentarni film, a film "Dhaulagiri Express" nagrađen je na filmskim festivalima u Italiji, Slovačkoj i Austriji.

## Početci
Stipe Božić rođen je 1951. u malom mjestu Zavojanama. Roditelji su mu bili u zbijegu u El Shattu. Nakon osnovne škole preselio se k ocu u Split. Godine 1968. završava alpinističku školu u splitskom PD Mosor. Za vijeme služenja vojnog roka 1971. godine upoznao je Vikija Grošelja, budućeg velikog slovenskog alpinistu, i kasnijeg penjačkog partnera na mnogim himalajskim usponima. 1975. godine sudjeluje na ekspediciji u Hindukush u organizaciji PD Mosor. Tom prilikom, popeo se na 7492 m visoki Noshaq, ujedno i najviši vrh Afganistana.

## Ekspedicija na Mt. Everest i prvi uspon na najviši vrh svijeta
U proljeće 1979. organizirana je prva jugoslavenska ekspedicija na najviši vrh svijeta. Vođa ekspedicije je bio Tone Škarja, a jezgru su činili uglavnom slovenski alpinisti, od kojih je većina sudjelovala na uspješnoj ekspediciji na Makalu i prvenstvenom usponu po južnoj stijeni. Stipe Božić uvršten je u ekspediciju, kao jedan od dvojice hrvatskih alpinista.
Cilj ekspedicije, osim prvog jugoslavenskog uspona na najviši vrh svijeta, bio je ispenjati i novi smjer po zapadnom grebenu. U tome je ekspedicija i uspjela, 13. svibnja 1979. kad su novi smjer usponom na vrh zaključili slovenski alpinisti Andrej Štremfelj i Nejc Zaplotnik. Iako u početku ekspedicije nije bio u prvom planu, zahvaljujući dobrom snalaženju prilikom aklimatizacijskih uspona na planinu, Stipe Božić postao je partner u navezi Stanetu Belaku-Šraufu, koji je već u to vrijeme bio jedan od najistaknutijih slovenskih penjača i slovio je kao jedan od favorita za uspon na vrh. Zahvaljujući tome, Belak, Božić i sirdar Ang Phu činili su drugi navez koji se 15.svibnja uspio kao drugi navez popeti na vrh. 
Prilikom silaska s vrha, navez je zbog mraka morao bivakirati na visini 8400m. Drugo jutro, pred sam kraj silaska s težeg dijela, Ang Phu se poskliznuo i poginuo nakon pada na 2000m niži ledenjak Rongbuk. Iako su bili predviđeni i daljnji usponi, ekspedicija je prekinuta nakon Ang Phuove pogibije. Ekspedicija na Mount Everest i uspješan uspon prvenstvenim smjerom uvrstili su dotad malo poznatog Stipu Božića u red vodećih jugoslavenskih i svjetskih alpinista. Kamerom je snimao dijelove ekspedicije, uključujući i dolazak na vrh pa je ova ekspedicija je uvelike odredila njegov daljnji životni put.

## Himalajske ekspedicije osamdesetih
1981. Božić sudjeluje na ekspediciji na četvrti vrh svijeta, Lhotse. Ekspediciju je organizirao Aleš Kunaver, a sačinjavali su je pretežno slovenski penjači. Cilj ekspedicije bio je prvenstveni uspon preko južne stijene Lhotsea, u to vrijeme jedan od najvećih himalajskih problema. Ekspedicija nije uspjela u usponu na vrh, ali su Franc Knez i Vanja Matijevec dosegli vršni greben i zaključili uspon preko južne stijene. Stipe Božić je odigrao važnu ulogu na ekspediciji, te je u solo usponu postavio šesti visinski logor na visini 8100m.
1983. organizirana je prva splitska ekspedicija u Nepalsku Himalaju, na Manaslu. Ekspediciju je organizirao Vinko Maroević, a uz Stipu Božića, činili su je uglavnom splitski penjači iz PD Mosor. Ekspediciji su se priključili i slovenski penjači Viki Grošelj i Nejc Zaplotnik, kako bi pomogli svojim iskustvom. Ekspedicija je dobro napredovala i postavila tri visinska logora do 7000m. 24. travnja, u ledenom odronu poginuli su Ante Bućan i Nejc Zaplotnik, te je ekspedicija prekinuta.
1984. godine, opet je organizirana ekspedicija na Himalaju. Ovog puta ekspedicija je imala samo četiri člana, a sudjelovali su uz Stipu Božića Viki Grošelj, Aleš Kunaver te Edvard Retelj. Ekspedicija je uspješno završena usponom na vrh Stipe Božića i Vikija Grošelja.
1989. godine, Viki Grošelj i Stipe Božić priključili su se makedonskoj ekspediciji koja je pokušavala prvi uspon na Mount Everest. Grošelj i Božić su prvenstveno imali cilj popeti se na Lhotse, u čemu je Grošelj uspio 30. travnja. Stipe Božić je morao odustati na 8200 m zbog ozeblina. Svega desetak dana poslije, uz Makedonca Dimitara Ilijevskog, uspio je i uspon na Everest, po normalnom smjeru. Na silasku je Dimitar Ilijevski zalutao i smrznuo se na planini. Bio je to drugi Božićev uspon na najviši vrh svijeta, i po drugom smjeru, po čemu je prvi Europljanin, nakon Reinholda Messnera, kome je to uspjelo.

## Himalajske ekspedicije 90-tih
Devedesetih godina, u organizaciji samostalnog Planinarskog saveza Slovenije, organizirane su brojne i jake ekspedicije na najviše vrhove Himalaje. Zahvaljujući svom iskustvu, i činjenici da je bio penjački partner tada vodećem slovenskom alpinisti Vikiju Grošelju, Stipe Božić je bio redovito pozivan na te ekspedicije, često i kao snimatelj.
U svibnju 1991. godine, pod vodstvom Tone Škarje, organizirana je vrlo jaka ekspedicija u gorje Kančendzenge. Ekspedicija je imala cilj uspon na sve vrhove planine, osim Kangbačena i Yalung Kanga, na koje su se popele ranije slovenske ekspedicije. Stipe Božić se zajedno s Vikijem Grošeljem popeo na glavni vrh (8566 m), 1. svibnja 1991, te tom prilikom prvi puta istaknuo hrvatsku zastavu na nekom himalajskom osamtisućnjaku. U sklopu iste ekspedicije, Uroš Rupar se popeo na srednji vrh (8482 m), a Andrej Štremfelj i Marko Prezelj u alpskom stilu po prvenstvenom smjeru na južni vrh (8476 m). 
Nakon Grošelja i Božića, uspon na glavni vrh pokušalo je još dvoje slovenskih alpinista, međutim poginuli su u padu nakon što su se povlačili u nevremenu, malo ispod vrha. Ekspedicija je unatoč tome dobila brojna priznanja, a Štremfelj i Prezelj za svoj uspon i prestižnu nagradu Zlatni cepin
1992. godine, pod vodstvom Tone Škarje, Božić je sudjelovao na neuspjeloj ekspediciji na Annapurnu
1993. godine, Božić se priključio slovenskoj ekspediciji pod vodstvom Tomaža Jamnika na K2. Zajedno s Vikijem Grošeljem te Zvonkom Požgajem i Carlosom Carsogliom uspješno se popeo na vrh.
1995. godine, ponovno sudjeluje na slovenskoj ekspediciji na Annapurnu, ponovno pod vodstvom Tone Škarje. Ni ovoga puta Božiću nije uspio uspon na sam vrh, ali je uspon uspio braći Andreju i Davoru Karničaru, koji su potom obavili prvi skijaški spust s vrha. Na vrh se kasnije sam popeo i Tomaž Humar kojeg će Stipe Božić kasnije pratiti kao snimatelj i savjetnik u njegovim solo usponima.

## Uspon na najviše vrhove svih kontinenata
Nakon uspješnih uspona u Himalaji, Stipe Božić posvetio se usponima na najviše vrhove svih sedam kontinenata.
1996. godine popeo se na najviši vrh Sjeverne Amerike, Mt. McKinley. Iste godine popeo se i na Kilimanjaro i Mount Kenyju, dva najviša vrha Afrike, te na 	
Aconcaguu te Ojos del Salado, najviše vrhove Južne Amerike.
1997. godine popeo se na najviši vrh Australije Mount Kosciusko, te na Mount Cook na Novom Zelandu. Iste godine popeo se i na najviši vrh Antarktike Mount Vinson.
1999. godine u sklopu međunarodne polarne ekspedicije dolazi na Sjeverni pol.

## Snimatelj
Počevši pratiti s kamerom još svoje prve himalajske uspone, i sve svoje kasnije uspone nosio je kameru. Njegova prva TV serija je 7 vrhova, u kojima je prikazao svoje penječke uspone u Himalaji i najviše vrhove svijeta. Kasnije je snimio i druge serije, od kojih su najpoznatije Dubine, Od Sibira do Sjevernog pola, Planine Hrvatske, te Svete planine svijeta.
Krajem devedesetih godina dvadesetog stoljeća, često je pratio tada jednog od vodećih svjetskih solo penjača, slovenca Tomaža Humara. Tomaža Humara pratio je na njegovom najpoznatijem solo usponu kroz južnu stijenu Dhaulagirija 1999. Tom je prilikom snimio je film Dhaulagiri express, koji je kasnije nagrađivan. Tomaža Humara je snimao i u El Capitanu (penjući smjer Reticent Wall na temelju kojeg je Božić snimio film), a pratio ga je i na Nanga Parbatu 2005. godine, kada je Humarov neuspješni uspon završio jedinstvenim i spektakularnim helikopterskim spašavanjem.

## Filmografija
- Hindukush 1975.: snimatelj
- Lhotse south face 1981.: snimatelj
- Kang Guru 1982.: snimatelj i redatelj
- Manaslu 1984.: snimatelj i redatelj
- Anapurna south face 1992.: snimatelj
- Zašto (Why - Everest 1979.): snimatelj i redatelj
- K2: snimatelj i redatelj
- Lukina Jama: snimatelj i redatelj
- Oluje nad Kijevom: snimatelj i redatelj
- 7 Vrhova (TV serija od 18 filmova): snimatelj i redatelj
- Dubine (TV serija od 10 filmova) snimatelj i redatelj
- Od Sibira do Sjevernog pola: snimatelj i redatelj
- Planine Hrvatske: snimatelj i redatelj (TV serija od 10 filmova)
- Krš i more: snimatelj i redatelj (TV serija od 10 filmova)
- Ikari nad Kupresom: snimatelj i redatelj
- Faros Paros: (TV serija od 3 filma) snimatelj i redatelj
- Reticent Wall: snimatelj i redatelj
- Dhaulagiri Express: snimatelj i redatelj
- Svete planine svijeta :(TV serija od 10 filmova) snimatelj i redatelj
- Rijeke Hrvatske: (TV serija od 10 filmova) snimatelj i redatelj
- Pustinje svijeta: (TV serija od 10 filmova) snimatelj i redatelj
- Tragom pradjedova: snimatelj i redatelj
- Nazovi 112: (TV serija od 10 filmova) snimatelj i redatelj
- Silvio Spalatino
- Dva brata fratra

## Nagrade
- Kandidiran za nagradu Županije splitsko-dalmatinske za životno djelo.[3]
- Dobitnik priznanja "Junak hrvatskog Domovinskoga rata" (2017.), koje dodjeljuje Udruga hrvatskih branitelja Domovinskog rata 91. (UHBDR91.), u suradnji s drugim Udrugama proizašlim iz Domovinskoga rata, na poticaj Mladena Pavkovića.[4]

## Vanjske poveznice
- Službena stranica
- Stipe Božić intervju  Arhivirana inačica izvorne stranice od 18. ožujka 2007. (Wayback Machine)
- Stipe Božić na EverestHistory.com (engl.)